# Rittergut Volkardey

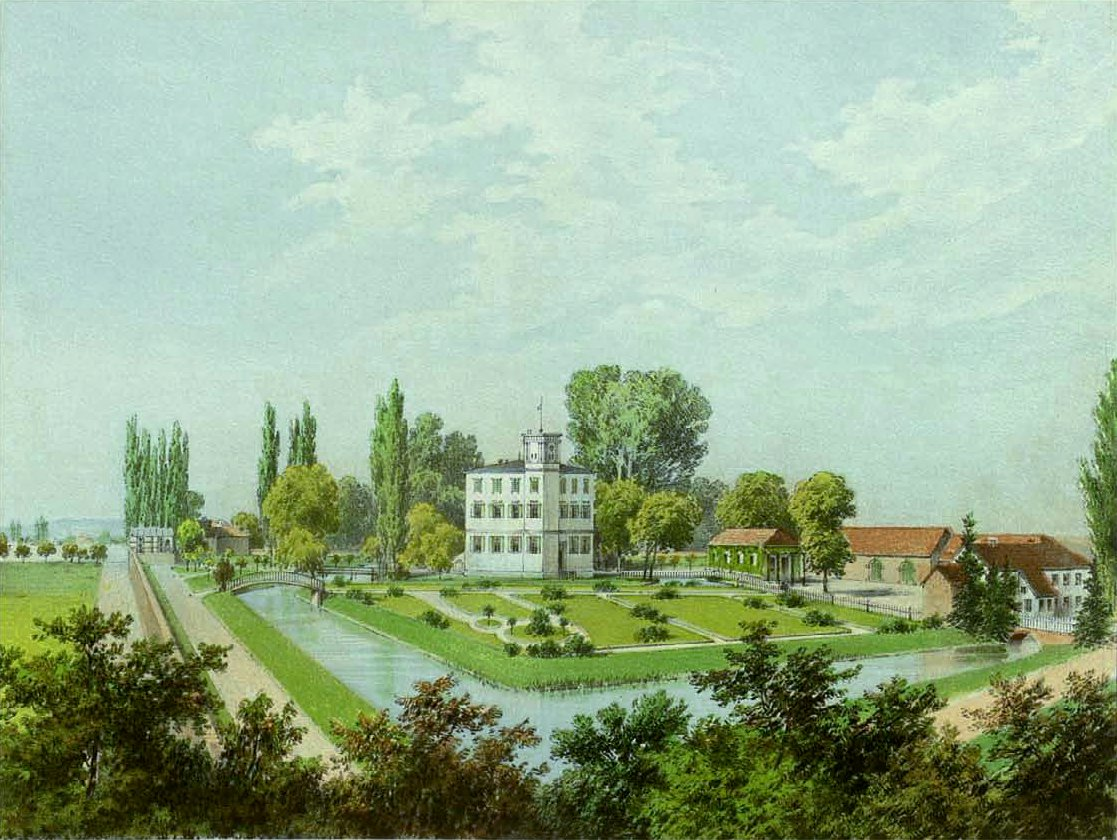
Rittergut Volkardey, kolorierte Lithografie von Christian Hohe, 19. Jahrhundert

Das Rittergut Volkardey, auch die Volkardey genannt, ist ein historischer Gutshof und ein Gestüt am Schwarzbach in Ratingen.

## Geschichte und Beschreibung
Nach dem Heimatforscher Jakob Germes geht der Gutshof auf eine Wallburg zurück, die in der Zeit des Fränkischen Reichs zum Schutz gegen einfallende Sachsen errichtet wurde. Erstmals erwähnt wurde das Gut jedoch erst 1458 als „Volkardeien“ im Besitz einer Familie Linnepe. Eine weitere schriftliche Erwähnung des Anwesens datiert 1530 in einer Streitsache zwischen dem damaligen Eigentümer Reynart up der Volkardeien und dem Kloster in Rath. In der Honschaft Rath des Amts Angermund gelegen zählte es zeitweise zu den Rittersitzen im Herzogtum Berg und zu den landtagsfähigen Höfen. In seinem Werk Topographia Ducatus Montani (1715) nannte der Kartograf Erich Philipp Ploennies die Volkardey („Gulkerdei“) ein „adelich Haus“ und verzeichnete eine Mühle als Bestandteil der Anlage. Seinen jeweiligen Besitzern ermöglichte der Hof aufgrund seiner Lage in einer fruchtbaren Landschaft hohe wirtschaftliche Erträge.

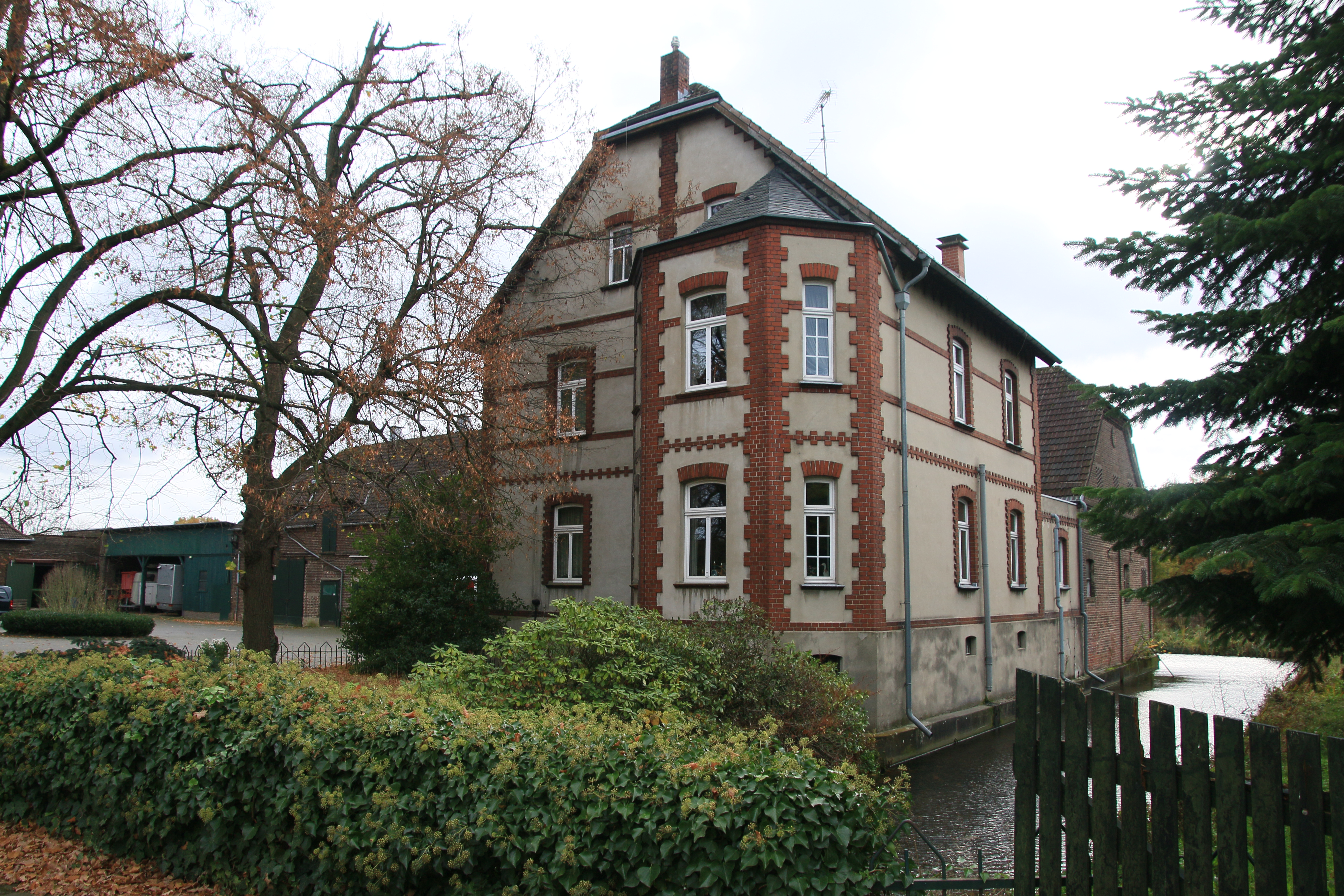
Wirtschaftsgebäude des Gutshofs

Ein um 1780 errichtetes Herrenhaus wurde in den Jahren bis 1866 durch eine dreigeschossige Villa mit viergeschossigem Turm ersetzt. Die in den Formen des Spätklassizismus entworfene verputzte Fassade der Villa ruht auf einem Backsteinsockel. Ein Wassergraben, der vom Schwarzbach gespeist wird, umgibt den Garten des Hauses. Nach Norden und Süden überspannen ihn Brücken. Über die südliche Brücke erreicht man den Gutshof. Die Wirtschaftsbauten des Gutshofes – ein zweigeschossiges Wohnhaus, das eingeschossige Torhaus, Stallungen und die Scheune – sind in U-Form angelegt und aus Backstein errichtet. Das Areal umgibt eine Backsteinmauer. Zu den Wirtschaftsbauten der Villa zählte auch eine Wassermühle am Schwarzbach. In den Boden von Mahlraum und Radhaus waren große Grabplatten, auch Epitaphien vornehmer Familien wie Palandt und Redinghoven, eingelassen worden. Es wurde angenommen, dass die Monumente nach dem Reichsdeputationshauptschluss, als das Düsseldorfer Kreuzherrenstift und das Stift von St. Lambertus säkularisiert wurden, als billiges Baumaterial verkauft worden waren.
Seit 1985 ist das Gut als Baudenkmal geschützt.

## Eigentümer und Pächter
Im 15. Jahrhundert besaß die Familie Linnepe das Haus, im 16. und 17. Jahrhundert die Familie von Hochsteden. Ihnen folgten das Adelsgeschlecht Waldbott von Bassenheim und bis ins 18. Jahrhundert die Familie von Rulandt. 1803 erwarb Sara Esther Merrem (1758–1831) das Gut, die Witwe des Elberfelder Bürgermeisters Johann Wilhelm Siebel. Erzählt wurde, dass Napoleon I. nach der Völkerschlacht bei Leipzig auf dem Rückzug nach Frankreich als ihr Gast in der Volkardey übernachtet habe. Nach ihrem Tod erbte ihr Schwiegersohn Johann Friedrich Wülfing das Haus. 1851 übernahm dessen Sohn Friedrich Hermann Wülfing (1811–1890) den Besitz, ein Mitbegründer der Bergisch-Märkischen Eisenbahn-Gesellschaft und der Dampfschiffahrts-Gesellschaft für den Nieder- und Mittelrhein, welcher auf der Volkardey die Villa erbauen ließ. 1865 führte der Statistiker Otto von Mülmann Wülfings Besitz Volkardey mit einer Größe von 209 Morgen und 57 Ruten als preußisches Rittergut auf. Wülfings Nachfahren veräußerten das Anwesen an die Bonner Siedlungsgesellschaft „Rheinisches Heim“. Über den Landkreis Düsseldorf gelangte es 1931 in das Eigentum der Stadt Düsseldorf, die es 1932 an Alex Wirtz weiterverkaufte, da der Grundbesitz nicht als Bauland verwertet werden konnte.
1887 wurde der Hof an Karl Bersau verpachtet, der Milchwirtschaft betrieb. Einem Brand, der 1899 Scheunen und Stallungen vernichtete, folgte der Wiederaufbau, ehe Bersau den Hof 1910 aus Altersgründen verließ, um ihn seinem Sohn Gottfried Emil Bernsau zu überlassen. 1947 übernahm Alex Wirtz, der Eigentümer des Guts, die Bewirtschaftung, dessen Tochter im gleichen Jahr den Landwirt Theo Leuchten heiratete. Die Familie Leuchten besitzt das Gut noch heute und betreibt auf ihm eine Pferdezucht.